# Мулен Руж (филм из 1952)
Мулен Руж (енгл. Moulin Rouge) је британски драмски филм из 1952. у режији Џона Хјустона, који су продуцирали Џон и Џејмс Вулф за њихову компанију Romulus Films, а објавила компанија United Artists. Радња филма смештена је у Париз у касни 19. век, пратећи уметника Анрија де Тулуз-Лотрека у градској боемској субкултури у и око бурлеске палате Мулен Руж. Сценарио је написао Хјустон, заснован на роману Пјера Ла Миреа из 1950. године. Снимао је Освалд Морис. Овај филм је приказан на 14. Међународном филмском фестивалу у Венецији где је освојио Сребрног лава.
У филму глуме Жозе Ферер као Тулуз-Лотрек, са Жа Жа Габор као Џејн Аврил, Сузан Флон, Ерик Полман, Колет Маршанд, Кристофер Ли, Питер Кушинг, Кетрин Кет, Теодор Бикел и Мјуријел Смит.

## Радња
Године 1890. публика у Паризу се слива у ноћни клуб Мулен Руж док уметник Анри де Тулуз-Лотрек завршава флашу коњака док скицира плесачице клуба. Стижу стални гости клуба: певачица Џејн Аврил шармантно задиркује Анрија, плесачице Ла Гули и Ајша се свађају, а власник Морис Жојант нуди Анрију бесплатно пиће на месец дана у замену за сликање промотивног плаката. У време затварања, Анри чека да се гомила разиђе пре него што устане и открије своју висину од 152 центиметра. Док хода до свог стана на Монмартру, присећа се догађаја који су довели до његовог стања.
У флешбековима се открива да је Анри био бистро, срећно дете, које су неговали његови родитељи, невероватно богати гроф и грофица де Тулуз-Лотрек. Али као дечак, Лотрек је пао низ степенице и његове ноге нису успеле да зарасту због генетске слабости, вероватно због тога што су му родитељи били први рођаци. Његове ноге су закржљале и болне, Анри се губи у својој уметности, док његов отац напушта мајку како би осигурао да више немају деце. Као млад, Анри ће запросити жену коју воли, али када му она каже да га ниједна жена никада неће волети, он у очају напушта свој дом из детињства да би започео нови живот као сликар у Паризу.
У садашњости, улична шетачица Мари Шарле моли Анрија да је спасе од полицијског наредника Патуа. Анри одвраћа полицајца претварајући се да је њена пратња, након чега она инсистира да га прати кући. Тамо, она признаје његов инвалидитет са потпуном непристрасношћу и иако је он у почетку љут, Лотрек је импресиониран њеним недостатком процене његовог стања. Он јој дозвољава да остане и схвата да су је сиромаштво и бруталност њеног детињства учинили окрутном, неуком и лукавом, али и ослобођеном лицемерја друштва. За неколико дана, он јој купује поклоне и пева док слика, све док Мари не узме његов новац и остане вани целу ноћ.
Анри у агонији чека њен повратак, али када то коначно учини, каже јој да одмах оде. Схвативши да је воли, Мари се заклиње да ће остати и узвратити му љубав. Иако се стално свађају и он зна да јој не може веровати, Анри не може да раскине са њом. Последња свађа избија када Мари захтева да јој се плати за позирање за портрет и побесни када види да портрет није ласкав. До јутра га моли да је врати, али он одбија. Почиње да се опија до смрти све док газдарица не позове његову мајку, која га наговара да спасе своје здравље проналажењем Мари.
Анри претражује Маријин раднички кварт и коначно је открива у кафићу, пијану и јецајућу. Мари открива да је остала са њим само да би набавила новац за свог дечка који ју је оставио. Када је додала да јој је од његовог додира позлило, Анри се враћа у свој стан и укључује отворе за гас. Док седи и чека да умре, изненада је инспирисан да заврши свој постер за Мулен Руж и, четкицом у руци, искључује отворе за гас и отвара прозоре. Пошто је прошао кроз кризу, он тражи од наредника Патуа да потајно да Мари довољно новца да је извуче из ужасне беде.
Сутрадан, Анри доноси плакат у плесну салу и, иако је стил необичан, Морис га прихвата. Анри ради данима код литографа, мешајући сопствена мастила да би усавршио живописне боје. Када заврши постер, који приказује жену како плеше са откривеним гаћицама, то постаје тренутна сензација и Мулен Руж се отвара високом друштву. Његов отац осуђује Анрија због "порнографског" дела. Током наредних десет година, Анри снима париски демимонд на бриљантним сликама. Његова раздражљивост доводи до тога да се непрестано бори са другим сликарима, али се његов посредник лојално бори да његова уметност буде прихваћена. До 1900. он је познат, али и даље страшно усамљен.
Једног јутра угледа елегантну младу жену како стоји на ивици Понт Александра III изнад реке Сене. Мислећи да је можда самоубилачки настројена, он застаје да разговара са њом. Она му каже да неће скочити и баца кључ у воду. Данима касније, Џејн Аврил иде у куповину с Анријем, где млада жена са моста моделира хаљине у продавници хаљина. Она је Мирјам, Џејнина пријатељица која, за разлику од Џејн, живи од сопствене зараде, а не од покровитељства богатих љубавника. Мирјам је велики обожавалац Анријевих слика, а Анри је шокиран када открије да је она купила портрет Мари Шарле годинама раније на бувљој пијаци.
Мирјам је Маријина супротност: принципијелна, љубазна и културна. Она открива Анрију да је кључ који је бацила у воду припадао богатом и полетном човеку, Марселу де ла Воазијеу, који је од ње тражио да му буде љубавница, али не и жена. Док Анри и даље горко осуђује могућност праве љубави, он се заљубљује у Мирјам. Једне ноћи њих двоје виде плесачицу Ла Гули на улици како пијана инсистира да је некада била звезда. Анри схвата да је Мулен Руж постао респектабилан објекат и да више није дом за неприлагођене.
Мирјам обавештава Анрија да ју је Марсел коначно замолио да се уда за њега. Сигурна да воли згоднијег мушкарца, он јој срдачно честита што је нашла Марсела. Мирјам пита Анрија да ли је воли, али, верујући да она само покушава да поштеди његова осећања, он лаже и каже јој да не воли. Следећег дана Анри добија писмо од Миријам у којем му каже да она воли њега, а не Марсела, али верује да је Анријева горчина због Мари затровала сваку шансу да буду срећни заједно. Журећи у Мирјамин стан, Анри открива да је отишла да се уда за Марсела. Годину дана касније, док седи и немилосрдно пије, Анри опсесивно чита Мирјамину белешку. Пату, сада инспектор, позван је да му помогне. Када се врати кући, у стању делиријума, Анри халуцинира да види бубашвабе, и покушавајући да их отера, случајно пада низ степенице.
У близини смрти, Анри је доведен у замак своје породице. Након што свештеник прочита последње обреде, његов отац у сузама обавештава Анрија да ће он бити први живи уметник који ће бити приказан у Лувру и моли за опроштај. Умирући, Анри окреће главу и осмехује се док фантазални ликови са његових слика у Мулен Ружу, укључујући Џејн Аврил, плешу у соби да би се опростили од њега.

## Улоге
- Хосе Ферер као Анри де Тулуз-Лотрек / Комте Алфонс де Тулуз Лотрек
- Жа Жа Габор као Џејн Аврил
- Колет Маршард као Мари Шарле
- Сузен Фјон као Мирјам Хјам
- Клод Нолијер као грофица Адел де Тулуз-Лотрек
- Кетрин Кат као Ла Гули
- Мјуријел Смит као Ајша
- Мери Клер as Мадам Лу
- Ли Монтаг as Морис Џојант
- Волтер Кришам као Валентин ле Кесоз
- Тиодор Бикел као Милан Обреновић
- Питер Кушинг као Марсел де ла Воазије
- Кристофер Ли као Жорж Сорат
- Мајкл Белфор као Додо
- Ерик Полман као Пикард

## Производња
У филму Ферер игра и Анрија и његовог оца, грофа Алфонса де Тулуз-Лотрека. За трансформацију Ферера у Анрија била је потребна употреба платформи и скривених јама, као и посебни углови камере, шминка и костими. Коришћени су и двојници кратког тела. Поред тога, Ферер је користио сет штитника за колена сопственог дизајна који му омогућавају да хода на коленима. Добио је високе похвале не само за свој наступ, већ и за спремност да му ноге буду везане на такав начин само да би играо улогу.
Објављено је да је Џон Хјустон замолио сниматеља Освалда Мориса да прикаже шему боја филма тако да изгледа „као да га је Тулуз-Лотрек режирао“. Мулен Руж је снимљен у техниколору са три траке. Техниколор пројекцијски отисак је креиран трансфером боје са три желатинске матрице примарне боје. Ово омогућава велику флексибилност у контроли густине, контраста и засићености. Хјустон је од Техниколора тражио пригушену палету, а не понекад блиставе боје по којима је "славни Техниколор" био познат. Техниколор је наводно оклевао да то уради.
Филм је сниман у Шепертон студију, Шепертон, Сури, Енглеска, и на локацијама у Лондону и Паризу.

## Пријем
Током прве године објављивања зарадио је 205.453 фунти у биоскопима у Великој Британији и 9 милиона долара на северноамеричким благајнама. Према National Film Finance Corporation, филм је остварио угодан профит.
Ферер је добио 40 одсто прихода од филма као и друга права. Ова накнада довела је до истакнутог случаја пореза другог округа САД, Комесар против Ферера (1962), у коме је Ферер тврдио да је превише опорезован.